# Berislav Grgić
Berislav Grgić (Novo Selo (Kotor Varoš), 15 februari 1960) is een rooms-katholiek bisschop en prelaat van de territoriale prelatuur Tromsø in het noorden van Noorwegen.
Grgić werd geboren als tweede van zeven kinderen in een Kroatische boerenfamilie. Na het gymnasium ging hij naar het priesterseminarie in Zadar. Op 29 juni 1986 ontving hij de priesterwijding van bisschop Franjo Komarica in de Sint-Bonaventurakathedraal van Banja Luka. Hij was daarna twee jaar pastor in verschillende parochies. Vervolgens ging hij studeren aan het Gregorianum in Rome.
Van 1991 tot 1992 was hij spirituaal aan het priesterseminarie van Zadar. Tijdens de Joegoslavische Burgeroorlog werkte hij tot 1995 voor Caritas onder vluchtelingen in Zagreb. Na de oorlog was hij korte tijd pastor in een parochie in Banja Luka alvorens hij samen met 30.000 andere Kroaten gedwongen uit het gebied moest vertrekken.
In 1996 werd hij benoemd tot hoofd van de Kroatische Katholieke Missie in Noorwegen. Hij bleef dit tot 2007. Van 2004 tot 2006 was hij tevens vicaris-generaal van het bisdom Oslo en bisschop-vicaris voor het immigrantenpastoraat. Paus Benedictus XVI benoemde hem in 2007 tot Ereprelaat van Zijne Heiligheid.
Op 18 december 2008 benoemde paus Benedictus XVI hem tot prelaat van de territoriale prelatuur Tromsø. Op 28 maart 2009 werd hij door bisschop Bernt Ivar Eidsvig van Oslo in Tromsø tot bisschop gewijd.